# Dorval Rodrigues
Dorval Rodrigues (Porto Alegre; 26 de febrero de 1935-Santos; 26 de diciembre de 2021) fue un futbolista brasileño que se desempeñaba como puntero derecho. 

## Trayectoria deportiva
Se inició en las inferiores del Grémio FC de Porto Alegre y fue transferido al Santos en 1958. Allí integró el equipo de Pelé que recorrió el mundo con un juego espectacular. Así, Dorval, Mengálvio, Coutinho, Pelé y José Macia, junto a la presencia de José Ely de Miranda, fueron jugadores reconocidos a nivel mundial.
Fue considerado como uno de los mejores punteros brasileños de la década de los 60s al nivel de Garrincha, Jair da Costa y Júlio Botelho.
En 1964, en el marco del llamado "fútbol espectáculo", en donde los clubes argentinos realizaron contrataciones de grandes figuras extranjeras, Dorval Rodrigues llegó a Racing de Avellaneda. En esta institución jugó 25 partidos y marcó cuatro goles. Se destacó por su habilidad con amagues, velocidad y centros de gol precisos, así como su forma suave pero potente de pegarle a la pelota. En esa temporada en el Racing Club tuvo como compañeros destacados a César Luis Menotti y a Juan Carlos Cárdenas.
Entre 1965 y 1967, Dorval volvió al Santos; luego continuó su carrera en Palmeiras, Athlético Paranaense, Carabobo (Venezuela) y Saad Esporte Clube, en donde finalizó su carrera en 1972.
Entre 1959 y 1963, disputó trece partidos en la selección brasileña, convirtiendo un gol.

## Clubes
| Club                 | País      | Año         |
| -------------------- | --------- | ----------- |
| Força e Luz          | Brasil    | 1954 - 1956 |
| Juventus (São Paulo) | Brasil    | 1957        |
| Santos               | Brasil    | 1958 - 1964 |
| Racing Club          | Argentina | 1964        |
| Defensor Lima        | Perú      | 1965        |
| Santos               | Brasil    | 1965 - 1967 |
| Palmeiras            | Brasil    | 1967        |
| Athlético Paranaense | Brasil    | 1968 - 1970 |
| Carabobo FC          | Venezuela | 1971        |
| Saad Esporte Clube   | Brasil    | 1972        |

## Títulos
Santos
- Campeón Paulista 1958, 1960, 1961, 1962, 1964 y 1965.
- Torneo Río-San Pablo 1959, 1963, 1964 y 1966.
- Copa Brasil 1961, 1962, 1963, 1964 y 1965.
- Copa Libertadores 1962 y 1963.
- Copa Intercontinental 1962 y 1963.

Athlético Paranaense
- Campeón Paranaense 1970.